# Yadgir
Yadgir is een dorp in het district Yadgir van de Indiase staat Karnataka. 

## Demografie
Volgens de Indiase volkstelling van 2001 wonen er 58.802 mensen in Yadgir, waarvan 51% mannelijk en 49% vrouwelijk is. De plaats heeft een alfabetiseringsgraad van 56%. 